# Сонгино
Сонгино (монг. Сонгино) –з 1926 року сомон Завханського аймаку, Монголія. Територія 2,49 тис. км², населення 2,8 тис. Центр сомону Цавдан розташований на відстані 1375 км від Улан-Батора, 232 км. від міста Уліастай.

## Рельєф
Свята гора Сонгино (2396 м) – найвища точка сомону, гори Шар нуруу, Мангина, Тулеет, долини Таріат, Айраг, Баян Айраг. Річки Таріат, Баянгол, Урт, Зараа, Хутагтай, солені озера Айраг, Цавдан.

## Клімат
Різкоконтинентальний клімат. Середня температура січня -25 градусів, липня +20 градусів. У середньому протягом року випадає 200 мм опадів.

## Економіка
Багатий на вапняк та прояви високоякісної глини.

## Тваринний світ
Водяться зайці, вовки, лисиці, корсаки, кішки-манули, аргалі, дикі кози, тарбагани.

## Соціальна сфера
Є школа, лікарня, сфера обслуговування, будинки відпочинку.
.